# Koulountou
De Koulountou is een rivier die ontspringt in het Massief van Tamgué in Fouta Djalon in Guinee ten oosten van Kifaya. De rivier stroomt in noordwestelijke richting en mondt in Senegal uit in de Gambia. In Senegal vormt de rivier de grens tussen de regio's Tambacounda en Kolda.